# Cosmosoma saron
Cosmosoma saron är en fjärilsart som beskrevs av Druce 1884. Cosmosoma saron ingår i släktet Cosmosoma och familjen björnspinnare. Inga underarter finns listade i Catalogue of Life.